# スタニスラフ・コシオール

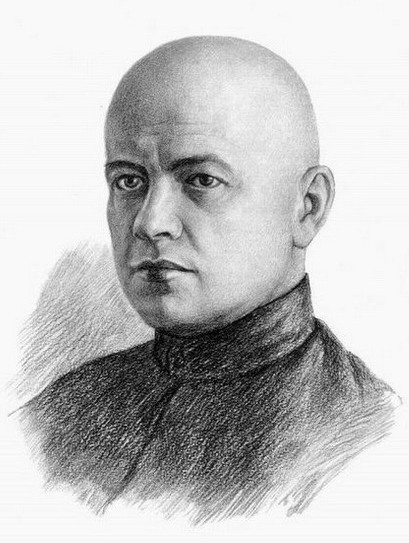
スタニスラフ・コシオール

スタニスラフ・ヴィケンティエヴィチ・コシオール（ロシア語: Станисла́в Вике́нтьевич Косио́р 英語: Stanislav Vikent`evich Kosior、1889年11月18日‐1939年2月26日）は、 ロシア帝国の革命家。ソビエト連邦の政治家。スターリンによる大粛清の犠牲者の一人。

## 生涯
当時、ロシア帝国領であったポーランドのヴェングルフ（Węgrów）に貧しい工場労働者の息子として生まれた。経済的貧困のため一家でドネツィクへ移住する。ここの製鉄工場で働いていた時の1907年にレーニン率いるロシア社会民主労働党へ入党。反帝政運動に身を投じ、1915年に帝政の官憲に捕まり、シベリア流刑になったが、2月革命で帝政が崩壊した際に脱出し、ボルシェヴィキと合流して再び革命運動を再開した。10月革命の後にはドイツが実効支配しているウクライナで活動し、ドイツとの停戦条約ブレスト＝リトフスク条約が締結されたあとはロシアへ呼び戻された。しばしば党の副議長を務め、1922年からは共産党シベリア支部長となり、1928年から1937年までウクライナ党中央委員会書記となる。

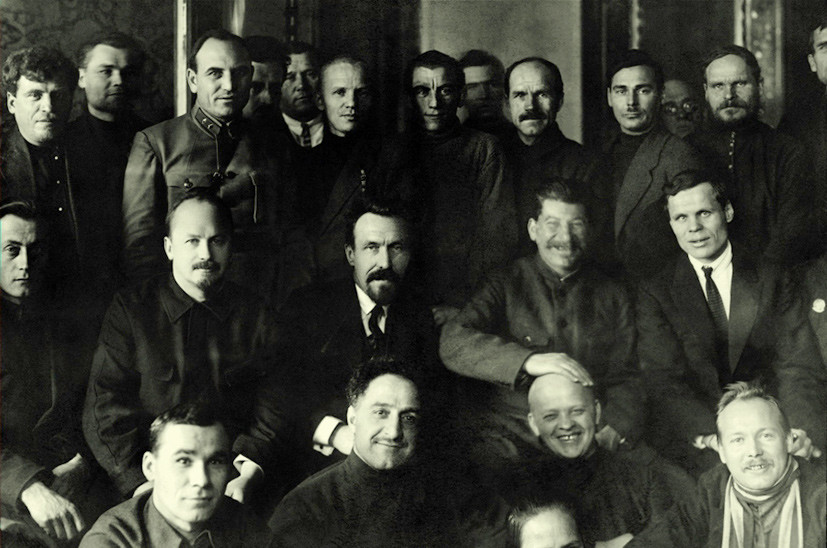
スターリンに頭を撫でられるくらいコシオールは側近格だった

彼はスターリンの熱心な支持者の一人であり、大粛清の際にもスターリンに忠実な立場を取り、ブハーリンへの迫害にも積極的に協力した。そのためコシオールは大粛清後期の1938年まで生き延びており、この年にもソ連人民委員会議副議長・ソ連人民委員会議付属ソヴィエト統制委員会議長など要職に任じられている。しかし大粛清はただ従っていれば助かるほど生易しい粛清ではなかった。猜疑心の強いスターリンは党における有力幹部としてのコシオールを危険視するようになっていた。1938年5月3日にすべての役職を解任された上NKVDにより逮捕され、1939年2月26日に銃殺された。
1956年3月14日に名誉回復された。